# Oskar Buur
Oskar Buur Rasmussen (Skanderborg, 31 marzo 1998) è un calciatore danese, difensore del Lyngby.

## Carriera
Cresciuto nei settori giovanili di Skanderborg e Aarhus, il 25 febbraio 2015 firma il primo contratto professionistico con il club biancoblù, valido fino al 2017; il 15 marzo esordisce in prima squadra, in occasione della vittoria per 0-1 contro l'AB. Svincolatosi dal club danese, il 22 luglio 2017 viene tesserato dal Brabrand, trasferendosi tuttavia soltanto un mese più tardi al Wolverhampton, con cui firma un biennale.
Il 3 aprile 2018 segna il primo gol in carriera, al debutto in Championship, marcando la rete del definitivo pareggio nella partita contro l'Hull City, terminata 2-2. Il 23 novembre seguente rinnova fino al 2021 con i Wolves; dopo aver prolungato ulteriormente il proprio contratto fino al 2023, l'11 gennaio 2021 si trasferisce in prestito per diciotto mesi al Grasshoppers.
Rientrato in anticipo al club inglese, il 31 gennaio 2022 si svincola dal Wolverhampton, per firmare otto giorni più tardi un biennale con il Volendam.

## Statistiche

### Presenze e reti nei club
Statistiche aggiornate al 6 novembre 2022.
| Stagione             | Squadra              | Campionato           | Campionato | Campionato | Coppe nazionali | Coppe nazionali | Coppe nazionali | Coppe continentali | Coppe continentali | Coppe continentali | Altre coppe | Altre coppe | Altre coppe | Totale | Totale |
| Stagione             | Squadra              | Comp                 | Pres       | Reti       | Comp            | Pres            | Reti            | Comp               | Pres               | Reti               | Comp        | Pres        | Reti        | Pres   | Reti   |
| -------------------- | -------------------- | -------------------- | ---------- | ---------- | --------------- | --------------- | --------------- | ------------------ | ------------------ | ------------------ | ----------- | ----------- | ----------- | ------ | ------ |
| mar.-giu. 2015       | Aarhus               | 1.D                  | 8          | 0          | CD              | -               | -               | -                  | -                  | -                  | -           | -           | -           | 8      | 0      |
| 2015-2016            | Aarhus               | SL                   | 1          | 0          | CD              | 2               | 0               | -                  | -                  | -                  | -           | -           | -           | 3      | 0      |
| 2016-2017            | Aarhus               | SL                   | 1          | 0          | CD              | 1               | 0               | -                  | -                  | -                  | -           | -           | -           | 2      | 0      |
| Totale Aarhus        | Totale Aarhus        | Totale Aarhus        | 10         | 0          |                 | 3               | 0               |                    | -                  | -                  |             | -           | -           | 13     | 0      |
| 2017-2018            | Wolverhampton        | FLC                  | 1          | 1          | FACup+CdL       | 0+1             | 0               | -                  | -                  | -                  | -           | -           | -           | 2      | 1      |
| 2019-2020            | Wolverhampton        | PL                   | 0          | 0          | FACup+CdL       | 1+0             | 0               | UEL                | 1                  | 0                  | -           | -           | -           | 2      | 0      |
| 2020-gen. 2021       | Wolverhampton        | PL                   | 1          | 0          | FACup+CdL       | 0+1             | 0               | -                  | -                  | -                  | -           | -           | -           | 2      | 0      |
| Totale Wolverhampton | Totale Wolverhampton | Totale Wolverhampton | 2          | 1          |                 | 3               | 0               |                    | 1                  | 0                  |             | -           | -           | 6      | 1      |
| gen.-giu. 2021       | Grasshoppers         | CL                   | 10         | 0          | CS              | 1               | 0               | -                  | -                  | -                  | -           | -           | -           | 11     | 0      |
| feb.-giu. 2022       | Volendam             | ED                   | 2          | 0          | CO              | -               | -               | -                  | -                  | -                  | -           | -           | -           | 2      | 0      |
| 2022-2023            | Volendam             | E                    | 4          | 0          | CO              | 0               | 0               | -                  | -                  | -                  | -           | -           | -           | 4      | 0      |
| Totale carriera      | Totale carriera      | Totale carriera      | 28         | 1          |                 | 7               | 0               |                    | 1                  | 0                  |             | -           | -           | 36     | 1      |

## Palmarès
- Challenge League: 1

Grasshoppers: 2020-2021